# Ігнатій Токарчук
Ігна́тій Тока́рчук, чи Ігна́цій Ма́рцін Тока́рчук (пол. Ignacy Marcin Tokarczuk; 1 лютого 1918, с. Вищі Луб'янки, нині Тернопільського району , Тернопільська область — 29 грудня 2012, Перемишль, Польща) — польський римо-католицький релігійний діяч, єпископ, доктор філософії, перемишльський дієцезіальний єпископ в 1966—1993 роках (в роках 1992—1993 перший Перемишльський архієпископ-митрополит), в роках 1991—1992 архієпископ ad personam, з 1993 року архієпископ-емерит Перемишльської архідієцезії, кавалер Ордену Білого Орла. Противник комуністичної влади.

## Життєпис
Народився 1 лютого 1918 року в с. Вищі Луб'янки біля Збаража (нині Тернопільського району, Тернопільська область, Україна).
Протягом 1937—1942 рр. навчався у Львівській Вищій Духовній семінарії. 21 червня 1942 року єпископ-помічник Евгеніуш Базяк висвятив його на священика.
Працював вікарієм у парафії св. Станіслава у Золотниках, потім у львівській парафії св. Марії Магдалини. У листопаді 1945 року змушений виїхати до Катовиць у Польщі, працював вікарієм парафії Христа Царя. Після навчання в 1946—1951 рр. у Люблінському католицькому університеті (KUL) отримав науковий ступінь доктора філософії. У 1952—1965 рр. душпастирював в Ольштині, Ожехові, Плюшках, Гуткові та Любліні, викладав у семінаріях. 3 березня 1965 року призначений єпископом Перемишльським.
3 червня 1991 р. Папа Йоан Павло ІІ підніс його до гідності архієпископа ad personam, а 25 березня 1992 р. призначив Перемишльським митрополитом архієпископом. Комуністична влада вважала його поряд з кардиналами Стефаном Вишинським та Войтилою головним своїм ворогом. За 28 років його урядування в архідієцезії повстало понад 220 нових парафій, споруджено близько 200 костелів парафіяльних та 170 філіальних. 17 квітня 1993 р. Папа Йоан Павло ІІ прийняв зречення архієпископа Ігнатія Токарчука з уряду.
Єпископ-сеньйор І. Токарчук помер 29 грудня 2012 року о 8.30 ранку в Перемишлі, похорон відбувся 2 січня 2013 року.

## Зв'язки з Україною
Єпископ Ігнатій Токарчук залишився пов'язаний з Україною, надавав Римо-католицькій Церкві на наших теренах величезну допомогу: сприяв у зборі коштів для побудови та відновлення храмів, підтримував проведення історично-культурних заходів (виставок, лекцій тощо), чимало підтримав також і видавництво «Волання з Волині».